# Carol Lavell
Carol Elizabeth Cadwgan Lavell (ur. 8 kwietnia 1943 w Newport, zm. 27 marca 2023 w Fairview) – amerykańska jeźdźczyni sportowa. Brązowa medalistka olimpijska z Barcelony.
Sukcesy odnosiła w dresażu. Zawody w 1992 były jej jedynymi igrzyskami i medal zdobyła w konkursie drużynowym. Startowała na koniu Gifted, a amerykańską drużynę poza nią tworzyli Robert Dover, Charlotte Bredahl i Michael Poulin. Indywidualnie była szósta. W drużynie była brązową medalistką mistrzostw świata w 1994.